# ماين أزاد هون (فلم هندي 1989)
ماين أزاد هون (بالإنجليزية: Main Azaad Hoon) بالعربية معناه أنا حر هو فيلم ‏ هندي باللغة الهندية عام 1989 مقتبس من فيلم فرانك كابرا عام 1941، Meet John Doe ، للمخرج جافيد أختر، والذي يدور حول صحفية انتهازية تختلق رجلاً خياليًا في مقال خيالي لتعزيز مبيعات الصحف، ولكن عندما يحصل المقال على استجابة كبيرة، تجد رجلاً عاطلاً عن العمل لتجلس معه كآزاد، "رجل الجماهير". تم إخراج الفيلم بواسطة تينو أناند، وبطولة أميتاب باتشان وشبانة عزمي.
يحتوي الفيلم على أغنية واحدة فقط وهي "Itne Baazu Itne Sar"، والتي كتبها والد شبانة عزمي الحقيقي والشاعر الشهير كايفي عزمي وغناها الممثل الرئيسي نفسه، أميتاب باتشان.
فاز الفيلم بجائزة فيلم فير لأفضل حوار لأختر.

## الحبكة
سوبهاشيني صحفية تعمل في صحيفة يومية في مدينة تدعى راجناجار. وتعتبر مثيرة للجدل بسبب مقالاتها الجريئة والواضحة ضد السياسيين الفاسدين.
بعد تغيير في ملكية الصحيفة، أدركت أنها معرضة لخسارة وظيفتها إلى جانب العديد من الآخرين، وخاصة أولئك الذين من غير المرجح أن يوافقوا على سياسات الإدارة الجديدة. تشعر بالخيانة، فتعبر عن إحباطها من خلال كتابة عمودها برسالة وهمية حرفيًا ، والتي يُفترض أنها مكتوبة لها من قبل شخص يُدعى آزاد. هذه الرسالة تنتقد المؤسسة بشكل علني والهوة القائمة بين الأثرياء والفقراء، وتتحدث بصوت عالٍ عن حقائق غير معترف بها وغير مريحة. وتقول الرسالة أيضًا إن كاتب الرسالة سوف ينتحر من مبنى شاهق في 26 يناير، وهو يوم الجمهورية في الهند، احتجاجًا على النظام الفاشل. وتثير الرسالة ضجة كبيرة بين الزعماء السياسيين ورجال الأعمال وعامة الناس.
وفي هذا التطور الجديد، يشعر المالك الجديد، سيث جوكولشاند، بوجود فرصة. يفكر في خطة للترويج لصحيفته ويحث سوبهاشيني على إنشاء عمود باسم آزاد والكتابة عن مشاكل المجتمع والإدارة الحالية. المهمة التي تقع على عاتقهم الآن هي العثور على وجه وشخصية آزاد، في حال نشأ سؤال حول الهوية الحقيقية لمؤلف العمود والرسالة.
في أحد الأيام، تلتقي بشخصية فودفيلية بلا عمل ولا اسم، والذي يصادف أنه يمر براجناجار برفقة صديق آخر له. عرض عليه سوبهاشيني وظيفة وطلب منه أن يتظاهر بأنه آزاد. يرى فيها فرصة لكسب بعض المال بسرعة. مع وضع هذا في الاعتبار، وأنه ليس لديه ما يخسره، فإنه يقبل الوظيفة. تستغل سوبهاشيني كل آلية الدعاية المتاحة لها لخلق شخصية عامة لأزاد. يتم تقديم آزاد بشكل مطرد في وسائل الإعلام والقضايا المحلية ويتم إجباره على حضور العديد من التجمعات العامة. سحره الطبيعي البسيط يلقى استحسانًا فوريًا لدى سكان البلدة. وهذا يجذب الجمهور الساذج إلى خطاباته العامة المتكررة. انتشر الخبر كالنار في الهشيم وسرعان ما بدأ الناس من المناطق الريفية المحيطة يتوافدون لحضور ظهوره العام. يكتسب هذا زخمًا وسرعان ما يصبح آزاد شخصية عبادة. يبادر جوكولشاند إلى فكرة جعل آزاد شخصية ذات شهرة أوسع لدى سوبهاشيني. إنها تعمل بكفاءة عالية على فكرة كتابة المقالات حول أفكار آزاد، حول أفكار آزاد. ويؤدي هذا إلى تحول آزاد إلى بطل وطني إلى حد ما، وسرعان ما يُنظر إليه من قبل السياسيين المحليين على أنه يشكل تهديدًا باعتباره زعيمًا وطنيًا محتملاً.
وفي وقت لاحق، علم من خلال وسائل الإعلام أنه تم استغلاله؛ لكنه قرر التضحية بنفسه من أجل الأمة وإثبات أنه يتماهى الآن مع أيديولوجية الشخصية الخيالية آزاد. ولإثبات أن ما بدأ كخيال أصبح الآن حقيقة، قفز من مبنى قيد الإنشاء مكون من 30 طابقًا ومات. لكن قبل ذلك، يسجل رسالة إلى أنصاره ويحثهم على ولادة آزاد في كل واحد منهم.

## طاقم الممثلين
- أميتاب باتشان بدور المعلم/آزاد
- شبانة عزمي بدور سوبهاشني سيجال
- أنوبام خير بدور دالتشاند جاين
- مانوهار سينغ بدور جوكولداس
- أجيت فاتشاني كمحرر شارما
- ك.ك. راينا كمحرر للصحيفة
- رام جوبال باجاج في دور رامبهاو كاكا (قرية ساربانش)
- راجا بونديلا بدور أنور
- أفتار جيل بدور IG Nagu
- آنو كابور بدور مونا
- أنجان سريفاستاف بدور راستوجي - CM's PA
- أبها بارمار كعاملة

## موسيقى
تم تأليف الموسيقى من قبل أمار-أوتبال.
| اسم المسار                  | المطربين      | كلمات      |
| --------------------------- | ------------- | ---------- |
| "إيتني بازو"                | أميتاب باتشان | كايفي عزمي |
| "إيتني بازو" الإصدار الثاني | أميتاب باتشان | كايفي عزمي |
| "إيتني بازو" الإصدار الثالث | أميتاب باتشان | كايفي عزمي |

## روابط خارجية
- ماين أزاد هون  في قاعدة بيانات الأفلام على الإنترنت (بالإنجليزية)